# Bylammen
Bylammen är en sjö i Södertälje kommun i Södermanland och ingår i Tyresån-Trosaåns kustområde.